# 福雷斯特鎮區 (密歇根州希博伊根縣)
福雷斯特鎮區（英語：Forest Township）是位於美國密歇根州希博伊根縣的一個行政鎮區。

## 地方資料
福雷斯特鎮區的面積為180.10平方千米，當中陸地面積為177.60平方千米，而水域面積為2.50平方千米。根據2020年美國人口普查的數據，當地共有人口977人，而人口密度為每平方千米5.42人。